# 29. století
29. století podle gregoriánského kalendáře začne 1. ledna 2801 a skončí 31. prosince 2900.

## Očekávané události

### Astronomie
- 2816
  - 25. března – v 15:47 UTC nastane zákryt Jupitera planetou Merkur
- 2817
  - 6. března – v 9:36 UTC nastane zákryt Saturnu Venuší
- 2818
  - 11. dubna – ve 20:41 UTC nastane zákryt Marsu Merkurem
- 2825
  - 6. února – v 10:50 UTC nastane zákryt Uranu Marsem
- 2829/2830 – Tzv. trojitá konjunkce planet Mars a Saturn
- 2830
  - 15. prosince – v 09:40 UTC nastane zákryt Marsu Venuší
- 2842/2843 – Trojitá konjunkce planet Mars a Jupiter
- 2846
  - 16. prosince – přechod Venuše přes sluneční disk; jde o poslední úplný přechod a předposlední přechod celkově v rámci současné podoby 243letého cyklu[1]
- 2854
  - 14. prosince – částečný přechod Venuše přes sluneční kotouč s vrcholem ve 12:19 UTC; tímto přechodem končí současná podoba 243letého cyklu 4 přechodů Venuše po dvojicích oddělených 8 lety, nadále budou v rámci cyklu probíhat pouze 3 přechody[1]
- 2855
  - 20. července – v 05:15 UTC nastane zákryt Jupitera Merkurem
- 2866 – trojitá konjunkce planet Mars a Saturn
- 2880
  - 16. března – planetka (29075) 1950 DA se přiblíží Zemi; některé studie připouští i malou možnost vzájemné srážky

### Jiné
- odhaduje se, že ve 29. století poklesne radiace v oblastech zasažených roku 1986 Černobylskou havárií na bezpečnou úroveň